# Cort del Colombin
La Cort del Colombin (nome in dialetto milanese, traducibile in italiano come Corte del Colombino) è una cascina a corte costruita tra il quindicesimo e il sedicesimo secolo a Trenno, oggi quartiere di Milano.

## Storia
Doveva essere un casino di caccia con torretta, di epoca rinascimentale, in aperta campagna, negli anni '600 e '800 venne sottoposta a restauri parziali e poi utilizzata come sede delle imprese agricole Colombo e Sainaghi. 
Ad oggi è proprietà privata in condizioni non buone e del complesso originale resistono solo due parti.
Su un lato sono presenti un grande camino e graffiti, mentre il lato opposto conserva un muro con base rinforzata a scarpa e una finestra ogivale